# Axilarquia
Axilarquia es un término médico que indica la primera aparición del vello axilar, fenómeno que ocurre de forma natural como parte del desarrollo puberal a partir de los 8 años las niñas y 9 en los niños.

## Axilarquia precoz
La aparición de axilarquia a edades más tempranas de las señaladas se conoce como axilarquia precoz y es un fenómeno que puede no tener repercusión alguna si se presenta de forma aislada, pero puede ser signo de pubertad precoz si se asocia a otras manifestaciones como pubarquia, telarquia, menarquia, espermarquia, adrenarquia o gonadarquia.
En caso de presentarse axilarquia precoz puede ser necesario consultar al pediatra, el cual valorará el caso de forma individualizada e indicará si es necesario realizar alguna exploración adicional. La axilarquia precoz requiere mayor atención cuando se presenta antes de los siete años o bien aparece entre los 7 y los 8 y se asocia a edad ósea adelantada más de un año y velocidad de crecimiento elevado.